# Asclepias pumila
Asclepias pumila ist eine Pflanzenart der Gattung Seidenpflanzen (Asclepias) aus der Unterfamilie der Seidenpflanzengewächse (Asclepiadoideae).

## Beschreibung

### Erscheinungsbild und Blatt
Asclepias pumila ist eine ausdauernde, krautige Pflanze mit einem tief in die Erde reichenden Rhizom. Die schlanken, 5 cm bis 30 cm (40 cm) hohen, fein flaumig behaarten Triebe verzweigen sich nicht oder nur wenig unter der Erdoberfläche. Erst die Blätterkrone ist büschelartig verzweigt.
Die dicht wechselständig und annähernd spiralig, gelegentlich auch wirtelig und stets aufsteigend angeordneten Blätter sind ungestielt. Die dünnen Blattspreiten weisen eine Länge von 2 bis 4 cm sowie einen Durchmesser von etwa 1 mm auf und sind in der Regel stark nach unten gebogen und im Wesentlichen kahl.

### Blütenstand und Blüte
Die Blütezeit reicht im Heimatgebiet von Juni bis September. In der Nähe des Sprossendes an den obersten Knoten (Nodien) steht auf einem 1 bis 1,5 cm langen Blütenstandsschaft der Blütenstand. Die mehrblütigen, doldigen bis schirmtraubigen Blütenstände besitzen meist eine ebene Oberseite. Die schlanken Blütenstiele sind etwa 1 cm lang.
Die vergleichsweise kleinen, zwittrigen Blüten sind radiärsymmetrisch und fünfzählig. Die fünf spärlich flaumig behaarten oder kahlen Kelchblätter sind bei einer Länge von bis zu 1 mm lang, lanzettlich-dreieckig und nur an ihre Basis verwachsen. Die weiße oder leicht rosafarben oder gelblich-grün getönte Blütenkrone ist radförmig und stark zurückgebogen. Die Kronblattzipfel sind 2 bis 3 mm lang. Das zylindrisch und etwa 1 mm hoch und etwa 1 mm im Durchmesser gestielte Gynostegium ist grünlich-weiß. Die bei einer Länge von etwa 1,5 mm breit-eiförmigen staminalen Nebenkronenzipfel bilden eine kapuzenförmige Struktur. Die inneren Sekundärfortsätze sind nadelförmig und ungefähr doppelt so lang wie die staminalen Nebenkronzipfel. Sie wölben sich allmählich über den Griffelkopf. Der Griffelkopf ist zylindrisch, 1,25 mm hoch und 1 mm breit.

### Frucht und Same
Die aufrecht auf aufwärts gerichteten Stielen stehenden Balgfrüchte sind bei einer Länge von 4 bis 8 cm und einem Durchmesser von etwa 6 mm schlank spindelförmig. Die bei einer Länge von 4 bis 6 mm breit ovalen Samen weisen einen 2,5 cm langen, weißen Haarschopf auf. Die Früchte und Samen reifen von August bis Oktober.

## Synökologie
Die Bestäubung erfolgt durch Bienen, Schmetterlingen und anderen Insekten.
Asclepias pumila ist für Weidetiere giftig.

## Hybride
Im Osten des Verbreitungsgebietes kann es gelegentlich zur Bildung von Hybriden mit Asclepias verticillata kommen. Diese Hybriden bilden an den Nebenkronzipfeln seitliche Zipfel aus.

## Vorkommen
Asclepias pumila kommt auf den Great Plains von North Dakota und Montana im Norden bis Texas im Süden, und von South Dakota, Iowa, Kansas, Nebraska und Oklahoma im Osten bis Wyoming, Colorado und New Mexico im Westen bzw. Südwesten vor. Asclepias pumila gedeiht auf sandigen, tonigen oder auch steinig-kalkigen oder auch gipsreichen Böden.